# Vrakúň
Vrakúň és un poble i municipi d'Eslovàquia que es troba a la regió de Trnava, a l'oest del país.

## Història
La primera menció escrita de la vila es remunta al 1260.

## Demografia
| Godina             | 1994 | 2004   | 2014   | 2024    |
| ------------------ | ---- | ------ | ------ | ------- |
| Nombre de persones | 2463 | 2487   | 2637   | 2946    |
| Diferència         |      | +0,97% | +6,03% | +11,71% |

| Godina             | 2023 | 2024   |
| ------------------ | ---- | ------ |
| Nombre de persones | 2932 | 2946   |
| Diferència         |      | +0,47% |